# Saison 1 de Stargate Universe
Chronologie
Saison 2
Cet article présente le guide des épisodes de la première saison de la série télévisée Stargate Universe.

## Distribution

### Acteurs principaux
- Robert Carlyle : Dr. Nicholas Rush
- Justin Louis : Colonel Everett Young, commandant de l'expédition Icare et du Destinée
- Brian J. Smith : Lieutenant Matthew Scott, chef de l'équipe d'exploration
- Elyse Levesque : Chloe Armstrong
- David Blue : Eli Wallace
- Alaina Huffman : Lieutenant Tamara Johansen, infirmière de bord
- Jamil Walker Smith : Sergent Chef Ronald Greer
- Ming-Na : Camile Wray, représentante de la Commission internationale de surveillance

### Acteurs récurrents
- Lou Diamond Phillips : Colonel David Telford (10 épisodes)
- Julia Anderson : Lieutenant Vanessa James
- Jennifer Spence : Dr Lisa Park
- Mark Burgess : Dr Jeremy Franklin
- Patrick Gilmore: Dr Dale Volker
- Peter Kelamis: Dr Adam Brody

### Invités
- Christopher McDonald : Sénateur Alan Armstrong (1.01-1.02 et 1.17)
- Rhona Mitra : Commandante Kiva (1.18-1.19 et 1.20)
- Robert Knepper : Simeon (1.20)

### Invités de l'univers Stargate
- Richard Dean Anderson : Lieutenant-Général Jack O'neill, commandant du Homeworld Command (1.01-1.02-1.03-1.07-1.18 et 1.19)
- Amanda Tapping ; Colonel Samantha Carter, commandant de l'USS Georges Hammond (1.01-1.19)
- Michael Shanks : Dr Daniel Jackson : (1.01-1.14-1.18 et 1.19)
- Gary Jones : Sergent-Chef Walter Harriman (1.01-1.02)
- Bill Dow : Dr Bill Lee (1.02)

## Épisodes

### Épisode 1:Air:1repartie
- États-Unis : 2 octobre 2009 sur Syfy
- Canada : 2 octobre 2009 sur Space
- Royaume-Uni : 6 octobre 2009 sur Sky1
- Australie : 9 octobre 2009 sur Sci-Fi Australia
- Québec : 23 août 2010 sur Ztélé
- France : 29 octobre 2010 sur Série Club

- États-Unis : 2.35 M de téléspectateurs
- Canada : 565 000 téléspectateurs
- Royaume-Uni : 1.05 M de téléspectateurs
- Australie : 149 000 téléspectateurs
- France : 522 000 téléspectateurs

- Richard Dean Anderson (Lieutenant-Général Jack O'Neill)
- Amanda Tapping (Colonel Samantha Carter)
- Michael Shanks (Dr Daniel Jackson)
- Gary Jones (Sergent Walter Harriman)
- Lou Diamond Phillips (Colonel Telford)
- Martin Christopher (Major Kevin Marks)
- Ona Grauer (Emily Young)
- Bill Dow (Docteur Bill Lee)
- Bradley Stryker (Curtis)
- Christopher McDonald (Sénateur Alan Armstrong)

### Épisode 2:Air:2epartie
- États-Unis : 2 octobre 2009 sur Syfy
- Canada : 2 octobre 2009 sur Space
- Royaume-Uni : 6 octobre 2009 sur Sky1
- Australie : 9 octobre 2009 sur Sci-Fi Australia
- Québec : 30 août 2010 sur Ztélé
- France : 29 octobre 2010 sur Série Club

- États-Unis : 2.35 M de téléspectateurs
- Canada : 565 000 téléspectateurs
- Royaume-Uni : 961 000 téléspectateurs
- France : 522 000 téléspectateurs

- Richard Dean Anderson (Général Jack O'Neill)
- Gary Jones (Sergent Walter Harriman)
- Lou Diamond Phillips (Colonel David Telford)

### Épisode 3:Air:3epartie
- États-Unis : 9 octobre 2009 sur Syfy
- Canada : 9 octobre 2009 sur Space
- Royaume-Uni : 13 octobre 2009 sur Sky1
- Australie : 16 octobre 2009 sur Sci-Fi Australia
- Québec : 6 septembre 2010 sur Ztélé
- France : 29 octobre 2010 sur Série Club

- États-Unis : 2.45 M téléspectateurs
- Royaume-Uni : 765 000 téléspectateurs
- France : 522 000 téléspectateurs

- Lou Diamond Phillips (Colonel David Telford)
- Richard Dean Anderson (Général Jack O'Neill)

### Épisode 4:Ombre et Lumière:1repartie
- États-Unis : 16 octobre 2009 sur Syfy
- Canada : 16 octobre 2009 sur Space
- Royaume-Uni : 20 octobre 2009 sur Sky1
- Australie : 23 octobre 2009 sur Sci-Fi Australia
- Québec : 13 septembre 2010 sur Ztélé
- France : 5 novembre 2010 sur Série Club

- États-Unis : 2,099 millions de téléspectateurs
- Royaume-Uni : 635 000 téléspectateurs

- Lou Diamond Phillips (Colonel David Telford)

### Épisode 5:Ombre et Lumière:2epartie
- États-Unis : 23 octobre 2009 sur Syfy
- Canada : 23 octobre 2009 sur Space
- Royaume-Uni : 27 octobre 2009 sur Sky1
- Australie : 30 octobre 2009 sur Sci-Fi Australia
- Québec : 20 septembre 2010 sur Ztélé
- France : 5 novembre 2010 sur Série Club

- États-Unis : 2,015 millions de téléspectateurs
- Royaume-Uni : 1,004 million de téléspectateurs

### Épisode 6:Eau
- États-Unis : 30 octobre 2009 sur Syfy
- Canada : 30 octobre 2009 sur Space
- Royaume-Uni : 3 novembre 2009 sur Sky1
- Australie : 6 novembre 2009 sur Sci-Fi Australia
- Québec : 27 septembre 2010 sur Ztélé
- France : 5 novembre 2010 sur Série Club

- États-Unis : 1.974 million de téléspectateurs
- Royaume-Uni : 858,000 téléspectateurs

### Épisode 7:Terre
- États-Unis : 6 novembre 2009 sur Syfy
- Canada : 6 novembre 2009 sur Space
- Royaume-Uni : 10 novembre 2009 sur Sky1
- Australie : 13 novembre 2009 sur Sci-Fi Australia
- Québec : 4 octobre 2010 sur Ztélé
- France : 12 novembre 2010 sur Série Club

- États-Unis : 1,626 million de téléspectateurs
- Royaume-Uni : 939,000 téléspectateurs

- Richard Dean Anderson (Général Jack O'Neill)
- Carlo Rota (Dr Carl Strom)
- Lou Diamond Phillips (Colonel David Telford)

### Épisode 8:Les Naufragés du temps
- États-Unis : 13 novembre 2009 sur Syfy
- Canada : 13 novembre 2009 sur Space
- Royaume-Uni : 17 novembre 2009 sur Sky1
- Australie : 20 novembre 2009 sur Sci-Fi Australia
- Québec : 11 octobre 2010 sur Ztélé
- France : 12 novembre 2010 sur Série Club

- États-Unis : 1,802 million de téléspectateurs
- Royaume-Uni : 865,000 téléspectateurs

### Épisode 9:Un nouvel espoir
- États-Unis : 20 novembre 2009 sur Syfy
- Canada : 20 novembre 2009 sur Space
- Royaume-Uni : 24 novembre 2009 sur Sky1
- Australie : 27 novembre 2009 sur Sci-Fi Australia
- Québec : 18 octobre 2010 sur Ztélé
- France : 19 novembre 2010 sur Série Club

- États-Unis : 1,891 million de téléspectateurs
- Royaume-Uni : 861,000 téléspectateurs

- Lou Diamond Phillips (Colonel David Telford)

### Épisode 10:Soupçons
- États-Unis : 4 décembre 2009 sur Syfy
- Canada : 4 décembre 2009sur Space
- Royaume-Uni : 8 décembre 2009 sur Sky1
- Australie : 11 décembre 2009 sur Sci-Fi Australia
- Québec : 25 octobre 2010 sur Ztélé
- France : 19 novembre 2010 sur Série Club

- États-Unis : 1,340 million de téléspectateurs
- Royaume-Uni : 736,000 téléspectateurs

### Épisode 11:Premier Contact
- États-Unis : 2 avril 2010 sur Syfy
- Canada : 2 avril 2010 sur Space
- Australie : 9 avril 2010 sur Sci-Fi Australia
- Royaume-Uni : 13 avril 2010 sur Sky1
- Québec : 1er novembre 2010 sur Ztélé
- France : 26 novembre 2010 sur Série Club

- États-Unis : 1,486 million de téléspectateurs
- Royaume-Uni : nc

### Épisode 12:Mutinerie
- États-Unis : 9 avril 2010 sur Syfy
- Canada : 9 avril 2010 sur Space
- Australie : 16 avril 2010 sur Sci-Fi Australia
- Royaume-Uni : 20 avril 2010 sur Sky1
- Québec : 8 novembre 2010 sur Ztélé
- France : 26 novembre 2010 sur Série Club

- États-Unis : 1,600 million de téléspectateurs

### Épisode 13:Éden
- États-Unis : 16 avril 2010 sur Syfy
- Canada : 16 avril 2010 sur Space
- Australie : 23 avril 2010 sur Sci-Fi Australia
- Royaume-Uni : 27 avril 2010 sur Sky1
- Québec : 15 novembre 2010 sur Ztélé
- France : 3 décembre 2010 sur Série Club

- États-Unis : 1,422 million de téléspectateurs

### Épisode 14:Regrets éternels
- États-Unis : 23 avril 2010 sur Syfy
- Canada : 23 avril 2010 sur Space
- Australie : 30 avril 2010 sur Sci-Fi Australia
- Royaume-Uni : 4 mai 2010 sur Sky1
- Québec : 22 novembre 2010 sur Ztélé
- France : 3 décembre 2010 sur Série Club

- États-Unis : 1,313 million de téléspectateurs

- Michael Shanks (Daniel Jackson)

### Épisode 15:Seuls au monde
- États-Unis : 30 avril 2010 sur Syfy
- Canada : 30 avril 2010 sur Space
- Australie : 7 mai 2010 sur Sci-Fi Australia
- Royaume-Uni : 11 mai 2010 sur Sky1
- Québec : 29 novembre 2010 sur Ztélé
- France : 10 décembre 2010 sur Série Club

- États-Unis : 1,587 million de téléspectateurs

### Épisode 16:À la dérive
- États-Unis : 7 mai 2010 sur Syfy
- Canada : 7 mai 2010 sur Space
- Australie : 14 mai 2010 sur Sci-Fi Australia
- Royaume-Uni : 18 mai 2010 sur Sky1
- France :10 décembre 2010 sur Série Club

- États-Unis : 1.391 million de téléspectateurs

### Épisode 17:La Somme de toutes les peurs
- États-Unis : 14 mai 2010 sur Syfy
- Canada : 14 mai 2010 sur Space
- Australie : 21 mai 2010 sur Sci-Fi Australia
- Royaume-Uni : 25 mai 2010 sur Sky1
- France :17 décembre 2010 sur Série Club

- États-Unis : 1.554 million de téléspectateurs

### Épisode 18:Ennemi intérieur
- États-Unis : 21 mai 2010 sur Syfy
- Canada : 21 mai 2010 sur Space
- Australie : 28 mai 2010 sur Sci-Fi Australia
- Royaume-Uni : 1er juin 2010 sur Sky1
- France : 17 décembre 2010 sur Série Club

- États-Unis : 1.454 million de téléspectateurs

- Richard Dean Anderson (Général Jack O'Neill)
- Michael Shanks (Dr Daniel Jackson)
- Rhona Mitra (Kiva)
- Lou Diamond Phillips (Colonel David Telford)

### Épisode 19:L'Assaut:1repartie
- États-Unis : 4 juin 2010 sur Syfy
- Canada : 4 juin 2010 sur Space
- Australie : 11 juin 2010 sur Sci-Fi Australia
- Royaume-Uni : 15 juin 2010 sur Sky1
- France : 24 décembre 2010 sur Série Club

- États-Unis : 1.178 million de téléspectateurs

- Richard Dean Anderson (Général Jack O'Neill)
- Amanda Tapping (Colonel Samantha Carter)
- Rhona Mitra (Commandante Kiva)
- Lou Diamond Phillips (Colonel David Telford)

### Épisode 20:L'Assaut:2epartie
- États-Unis : 11 juin 2010 sur Syfy
- Canada : 11 juin 2010 sur Space
- Australie : 18 avril 2010 sur Sci-Fi Australia
- Royaume-Uni : 22 juin 2010 sur Sky1
- France : 24 décembre 2010 sur Série Club

- États-Unis : 1.469 million de téléspectateurs

## Bilan saison

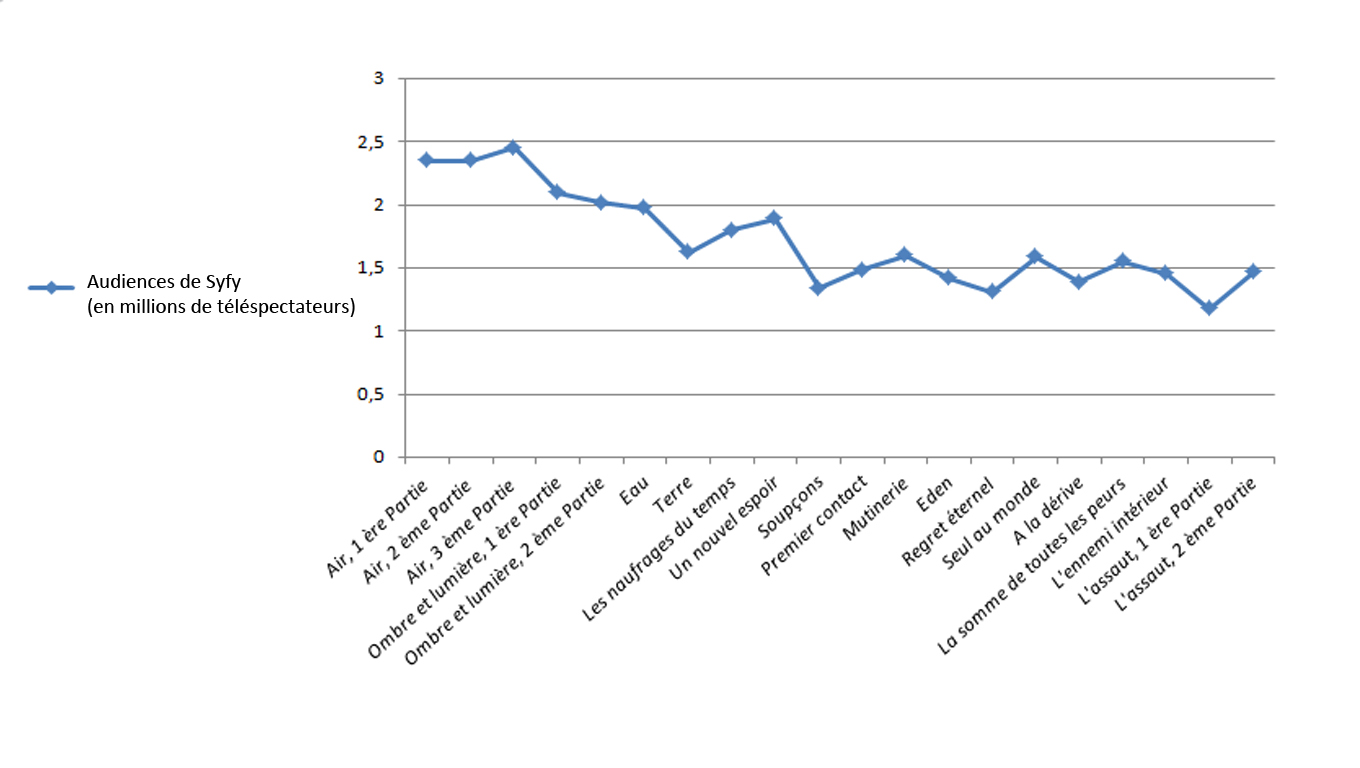
Courbe des audiences de la saison 1

La série affiche une audience moyenne de 1,717 million de téléspectateurs sur la chaîne américaine Syfy, cependant elles ont diminué lors de la seconde moitié de la saison qui a été diffusée plus de 5 mois après la première moitié. C'est d'ailleurs en se basant sur les bonnes audiences de la première moitié de la saison que la MGM avait décidé en décembre 2009 de renouveler la série pour une seconde saison.